# 范有靖
范有靖（越南语：／；1848年—？年），越南阮朝官員。

## 生平
范有靖是承天府廣田縣安城總東川社（今屬承天順化省廣田縣廣安社東川村）人，嗣德元年（1848年）出生。同慶三年（1888年），范有靖參加承天場鄉試，考中舉人。成泰元年（1889年），范有靖會試中格，庭試考中副榜。後任知縣。